# 극장판 은혼: 신역홍앵편
《극장판 은혼: 신역홍앵편》(일본어: 劇場版 銀魂 新訳紅桜篇 게키조반 긴타마 신야쿠베니자쿠라헨[*])은 2010년 일본의 애니메이션 영화로, 선라이즈가 제작했다. 이 영화의 줄거리는 《은혼》의 홍앵편을 다시 다루는데, 카츠라 코타로가 귀병대의 일원에게 공격받고, 해결사 트리오 긴은 그를 찾기 시작한다.

## 줄거리
어느 날 밤 다리 위에서 조이 테러리스트 카츠라 코타로가 낭인에게 습격당한다. 카츠라의 동지 엘리자베스는 해결사 트리오 요로즈야에게 카츠라를 찾아달라고 요청한다. 시무라 신파치와 카구라가 카츠라를 찾아 나선 동안, 사카타 긴토키는 도검 장인 무라타 테츠야로부터 연쇄 살인을 저지르기 위해 도난당한 저주받은 칼 베니자쿠라를 되찾아 달라는 요청을 받는다. 신파치와 엘리자베스는 해결사들에게 니조 더 부처로 알려진 이전 적대자 오카다 니조에게 기습당하고, 그는 카츠라를 죽였다고 주장하며 잘라낸 머리카락을 보여준다. 긴토키는 신파치와 엘리자베스를 보호하러 오지만, 니조와 베니자쿠라에 압도당한다. 베니자쿠라는 평범한 저주받은 칼이 아닌 것으로 드러난다. 니조가 긴토키에게 또 다른 치명적인 공격을 가하기 전에, 신파치가 니조의 팔 하나를 잘라내고, 소란이 일자 니조는 후퇴한다.
한편, 카구라는 그녀의 애완동물 이누가미 사다하루의 도움을 받아 긴토키와 카츠라의 전 동맹인 다카스기 신스케가 이끄는 조이 테러 집단 귀병대가 소유한 배에서 카츠라의 행방에 대한 단서를 찾는다. 귀병대가 카구라를 제압한 후, 니조가 그들의 일원이며 무라타 테츠야가 생체 병기로 대량 생산하고 있던 베니자쿠라를 완성하기 위해 공범 역할을 하고 있었음이 밝혀진다. 긴토키가 부상에서 회복하는 동안, 무라타 테츠코는 오빠의 의도를 밝히고 그에게 오빠를 막아달라고 요청한다. 신파치와 엘리자베스는 사다하루를 통해 카구라의 위치를 알아내고, 신파치는 카구라를 구하기 위해 배에 잠입하고 엘리자베스는 카츠라의 파벌을 이끌고 귀병대를 공격한다. 공격을 받는 동안, 다카스기는 엘리자베스를 베지만, 다른 엘리자베스로 변장하여 배에 숨어 있던 카츠라에게 공격당한다. 두 파벌 간의 혼란 속에서 카츠라는 공장을 폭파시키고 니조가 가지고 있는 것을 제외한 모든 베니자쿠라를 파괴한다. 카츠라는 카구라와 신파치의 도움을 받아 다카스기와 다시 대결하기를 원하며, 귀병대의 핵심 멤버 두 명인 총잡이 키지마 마타코와 전략가 헨페이타 다케치와 각각 대치한다.
테츠코는 긴토키에게 귀병대 배로 가는 길에 오카다와 싸울 새로운 칼을 준다. 아직 완전히 회복되지 않았음에도 불구하고, 긴토키는 니조의 몸이 베니자쿠라로 인해 엄청난 스트레스를 받고 있음에도 불구하고 니조의 강화된 기술과 대등하게 맞선다. 베니자쿠라가 자신을 강화하기 위해 니조의 몸을 혹사시킬 때조차, 긴토키는 결국 니조를 제압하는데, 이는 테츠야가 "삶과 죽음의 대결이 [긴토키] 안에 잠자고 있던 전투의 기억을 깨웠을 수도 있다"고 말한 바와 같다. 니조는 결국 베니자쿠라에 잠식되어 폭주하고, 신파치와 카구라의 각 전투를 방해한다. 신파치, 카구라, 테츠코가 긴토키를 니조로부터 구하려고 할 때, 테츠야는 자신의 방식이 틀렸음을 깨닫고 여동생을 보호하기 위해 목숨을 바친다. 잠시 회복한 긴토키는 테츠코의 칼을 사용하여 니조를 끝장내고 베니자쿠라를 파괴한다. 나중에, 다카스기는 그들로부터 자신의, 카츠라의, 긴토키의 스승인 요시다 쇼요를 빼앗아간 바쿠후와 나머지 세상을 파괴할 의도를 밝힌다. 권력을 얻기 위해 다카스기는 귀병대의 다섯 번째 핵심 멤버 카와카미 반사이와 함께 카츠라와 요로즈야가 이전에 만났던 아만토 하루사메 우주 해적과 동맹을 맺고 긴토키와 카츠라의 목숨을 약속한다. 긴토키의 일행은 카츠라의 일행과 재회하여 배에서 탈출한 후 다카스기를 적으로 선언하고, 다음 만남에서는 과거와 상관없이 자비를 베풀지 않을 것이라고 다짐한다.
메인 스토리 외에, 영화는 시작과 끝에 두 개의 짧은 에피소드를 추가했다. 전자는 요로즈야 트리오가 스스로를 긴타마 전문 배경 스타일이라고 자칭하며 관객들에게 코믹하게 소개하는 내용이고, 후자는 시리즈 출연진이 두 번째 영화에 대한 아이디어를 논의하는 내용인데, 그들은 워너 브라더스의 대역들에 의해 방해받는다. 요로즈야는 처음에 이들을 미스터 워와 미스터 너(이전 단편 참조)라고 불렀는데, 이들은 자신들의 긴타마 애니메이션이 일본에서 "메가 히트"작으로 간주되지 않는다고 거짓 주장하며 다음 프로젝트를 취소한다. 이는 《블리치》와 《나루토》와 같은 다른 "메가 히트" 만화의 "표절"로 간주되기 때문이다.

## 출연진
| 등장인물        | 성우              |
| --------------- | ----------------- |
| 사카타 긴토키   | 스기타 토모카즈   |
| 시무라 신파치   | 사카구치 다이스케 |
| 카구라          | 쿠기미야 리에     |
| 카츠라 코타로   | 이시다 아키라     |
| 히지카타 토시로 | 나카이 카즈야     |
| 오키타 소고     | 스즈무라 켄이치   |
| 콘도 이사오     | 치바 스스무       |
| 타카스기 신스케 | 코야스 타케히토   |
| 시무라 타에     | 유키노 사츠키     |

## 홍보
2009년 10월, 워너 브라더스는 인터넷 도메인 이름 "Gintama-movie.com"을 등록했지만 영화 제작을 확인하지는 않았다. 같은 달 말에 발매된 주간 소년 점프 2009년 58호에서는 영화 제작이 확정되었으며, "긴타마 와쇼이 마츠리!!"라는 태그라인이 주어졌는데, "와쇼이"는 일본 축제에서 흔히 외치는 소리다. 영화의 TV 광고 중 하나는 애니메이션의 "진정한 마지막 장면"이 영화에 있다고 예고한다. 영화 개봉 전, 2010년 3월 료고쿠의 료고쿠 국기관 실내 경기장에서 "긴타마 하루 마츠리 2010" (銀魂 春祭り2010, lit. "긴타마 봄 축제")로 알려진 축제가 열렸다. 그곳에서 영화의 첫 3분이 관객과 스태프에게 공개되었고, 담당 스태프들이 그들과 대화를 나눴다. 이 행사의 DVD는 2011년 4월 6일에 발매되었다. DOES는 영화의 주제곡 "바쿠치 댄서" (バクチダンサー, Bakuchi Dansā)와 "보쿠 타치노 키세츠" (僕たちの季節)를 제공했다.

## 개봉
일본에서는 2010년 4월 24일에 개봉하여 첫 며칠 동안 90개 스크린에서 US$ 2,118,342를 벌어들였고, 총 US$1,286만 달러를 벌었다. 이 영화는 2010년 12월 15일에 일반판과 한정판 DVD로 출시되었으며, 한정판에는 보너스 CD가 포함되었다. 애니플렉스는 2013년 6월 26일에 블루레이 형식으로 재출시했다.
센타이 필름웍스는 2012년 5월 29일 북미에서 DVD와 블루레이 형식으로 긴타마: 더 모션 픽처라는 이름으로 이 영화를 출시했다. 센타이가 TV 시리즈의 이전 출시작들이 일본어판에 영어 자막만 제공했던 것과 달리, 이 영화의 출시는 이중 언어판으로, 일본어 트랙에 영어 자막 외에 영어 더빙도 포함되어 애니메이션 프랜차이즈의 영어 더빙 데뷔작이 되었다. 망가 엔터테인먼트는 영국에서 이 영화를 배급했고, 매드맨 엔터테인먼트는 호주에서 이 영화를 출시했다.

## 평가
2010년 4월 24일에 개봉하여 일본 극장에서 약 10.7억 엔(미화 1,040만 달러)의 수익을 올렸다. 일본 DVD는 2011년에 119,291장이 팔려 그해 18번째 베스트셀러 DVD가 되었다. 이 영화는 관객이 선정한 최고의 장편 영화로 부천국제판타스틱영화제에서 프루지오 시민 선택상을 수상했다.
이 영화는 애니메이션 출판물들로부터 좋은 평가를 받았다. UK 애니메 네트워크의 엘리엇 페이지는 10점 만점에 9점을 주며 시리즈에 입문하는 방법으로 활용될 수 있다고 언급했다. 팬덤 포스트의 크리스 호머는 10점 만점에 7점을 주며 주로 시리즈 팬들에게 추천했다.